# Thalamophaga
Thalamophaga, en ocasiones erróneamente denominado Arthalamophagum, es un género de foraminífero bentónico de la familia Hospitellidae, del suborden Allogromiina y del orden Allogromiida. Su especie tipo es Thalamophaga ramosa. Su rango cronoestratigráfico abarca desde el Eoceno hasta la Actualidad.

## Clasificación
Thalamophaga incluye a las siguientes especies:
- Thalamophaga incerta
- Thalamophaga ramosa